# 事業者
事業者（じぎょうしゃ）とは、事業をおこなうもの。日本の国税法令等での「事業者」とは、個人事業者（個人事業主、 事業を行う自然人）と法人や団体を指し、事業とは、同種の行為を反復、継続、独立して行うこと、としている。単に業者（ぎょうしゃ）ともいう。
類義語に、事業主体（じぎょうしゅたい）があり、これは特定の事業を進行する際に、主となって事業を推し進める組織体を指す用語である。
また、事業主というのも事業を経営する自然人や法人・団体を指すが、労働関係の法令では使用者（経営者）側を意味する用語である。

## 法律上の事業者

### 独占禁止法
独占禁止法2条1項前段によると、「事業者」とは、商業、工業、金融業その他の事業を行う者をいうとされている。人や団体では、企業があり、国や地方公共団体が保有する公企業やそうでない私企業など普通法人、つまり株式会社・有限会社などの会社、宗教法人や医療法人などの公益法人、公共法人など、法人はすべて事業者である。国、都道府県や市町村など自治体も事業者であるが、これらの事業者がおこなう事業を特に公共事業と呼ばれ、その事業名称は推進事業、整備事業やモデル事業など、名称の語尾に「事業」をつける。
なお、社団や財団で法人でない社団又は財団もあるが、その代表者又は管理者の定めがあるものは、法人とみなされ事業者となる。

### 消費税法
消費税法では、日本国内の取引について消費税の課税対象になるのは、事業者が事業として行うものとしている。会社など法人は、事業を行うために設立するため事業者であり、法人が行うすべての取引がすべて事業にあたる。
消費税法基本通達1-1-1では、事業者とは自己の計算において独立して事業を行う者、と定義している。
個人事業者については、小売業や卸売業をはじめ、賃貸業や取引の仲介、運送、請負、加工、修繕、清掃など、業を営んでいる者自営業はすべて事業者とされる。さらに、医師、弁護士、公認会計士、税理士など自由業も事業者になる。
個人の場合、サラリーマンのサイドビジネスが事業かどうかという見解に関しては駐車場貸付などで国税不服審判所が見解を示し、消費税上の事業と認めるのが相当である、とした。このため事業は反復、継続、独立して行う、事業の判定上その規模は問わない、という事項に該当すれば、消費税法上は、事業と判定される。

### 労働法
労働安全衛生法第2条において、「事業者」とは、「事業を行う者で、労働者を使用するものをいう」と定義している。これは、法人企業であれば当該法人（法人の代表者ではない）、個人事業であれば事業経営主を指している。
労働安全衛生法は労働基準法から分離独立して制定された法律であるが、労働基準法上の義務主体であった「使用者」（労働基準法第10条）と異なり、事業経営の利益の帰属主体そのものを義務主体としてとらえ、その安全衛生上の責任を明確にしたものである。なお、法違反があった場合の罰則の適用は、労働安全衛生法第122条に基づいて、当該違反の実行行為者たる自然人に対しなされるほか、事業者たる法人または人に対しても各本条の罰金刑が課せられることとなる（昭和47年9月18日発基91号）。

## 日本の事業者の例
- Category:水道事業者
- 電力会社（日本では、電気事業法に規定する一般電気事業者を指す）
- 電気通信（通信事業者）関連
  - 電気通信事業者/電気通信事業・電気通信事業者協会/電力系通信事業者
    - インターネットサービスプロバイダ（インターネット接続事業者, 略して接続事業者。法的には、日本国内におけるISPは届出電気通信事業者の中で「電気通信回線設備を設置しない事業者」, 旧一般第2種電気通信事業者）

  - 移動体通信事業者・仮想移動体通信事業者/携帯音声通信事業者
  - 放送事業者/委託放送事業者/BS委託放送事業者一覧/有料放送管理事業者/受託放送事業者
    - Category:衛星役務利用放送事業者
    - 有線役務利用放送#有線役務利用放送を行う電気通信役務利用放送事業者の一覧
- 一般ガス導管事業者
- 交通関連
  - 鉄道事業者/日本の鉄道事業者一覧 Category:索道事業者
  - Category:日本のタクシー事業者/日本の乗合タクシー運行事業者一覧
  - Category:日本のバス事業者
  - 乗合バス事業者（北海道の乗合バス事業者、東北地方の乗合バス事業者、関東地方の乗合バス事業者、中部地方の乗合バス事業者、近畿地方の乗合バス事業者、四国地方の乗合バス事業者、中国地方の乗合バス事業者、九州地方の乗合バス事業者、道路運送法第4条許可による「一般乗合旅客自動車運送事業」を行う事業者）
  - 一般貸切旅客自動車事業者 貸切バス事業者（北海道の貸切バス事業者,東北地方の貸切バス事業者,関東地方の貸切バス事業者,中部地方の貸切バス事業者,近畿地方の貸切バス事業者,四国地方の貸切バス事業者,中国地方の貸切バス事業者,九州地方の貸切バス事業者）
  - 80条バス運行事業者一覧
- 介護サービス事業者の種類
- 全国コンサートツアー事業者協会（音楽コンサートツアーを主催する興行者, プロモーターで構成）
- 日本音楽事業者協会芸能事務所
- 日本芸能マネージメント事業者協会
- 全国カラオケ事業者協会
- 公害防止事業費事業者負担法における事業者
- 特定元方事業者
- 労働者派遣事業#日本
- 職業紹介事業#民間による有料事業Category:日本の労働者派遣事業者
- 予報業務許可事業者
- 環境情報の提供の促進等による特定事業者等の環境に配慮した事業活動の促進に関する法律
- 民間事業者による信書の送達に関する法律による民間事業者
- Category:日本のクレジットカード事業者
- 中小企業（中小企業基本法第二条五項で定義する事業者、「小規模企業者」）
- ディベロッパー
- ビル管理業者